# Gestreifter Spitzling

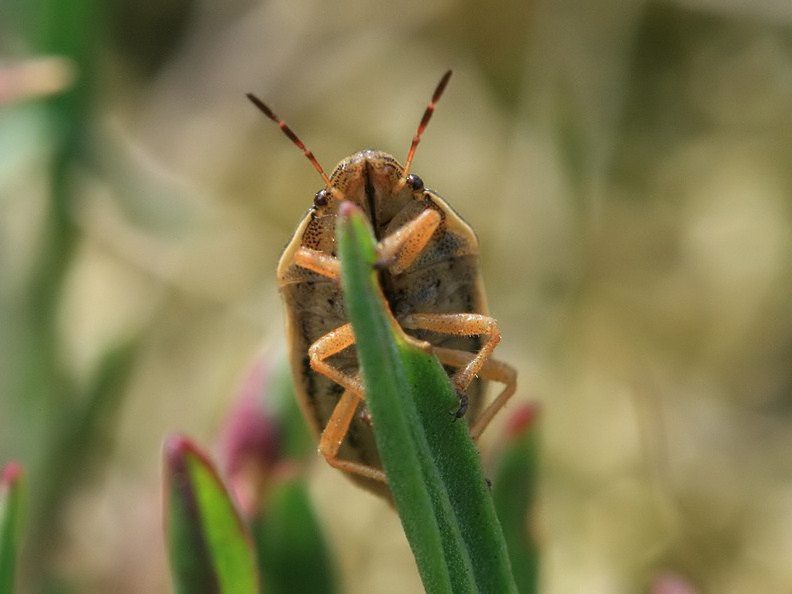
Aelia klugii

Der Gestreifte Spitzling (Aelia klugii) ist eine Wanzenart aus der Familie der Baumwanzen (Pentatomidae). Sie ist neben Aelia acuminata und Aelia rostrata eine der drei Arten der Gattung Aelia, die in Mitteleuropa vorkommt.

## Merkmale
Die 6,5–8,2 mm langen Wanzen sind olivgrün bis bräunlich gefärbt. Sie besitzen einen langgestreckten, zugespitzten Kopf.
Von der sehr ähnlichen Getreidewanze (Aelia acuminata) unterscheidet sich die Art durch die Form des Kopfes sowie durch höchstens einen, anstelle zweier kleiner schwarzer Flecke an Mittel- und Hinterschenkeln. Von Aelia rostrata unterscheidet das Vorhandensein eines schwarzen Längsstreifens auf dem Corium der Flügelhalbdecken. Abseits von Färbungsmerkmalen sicher erkennbar ist die Art an folgendem Merkmal: Die Wangen (Genae) des Kopfes tragen zur Spitze hin seitlich ein großes, abgerundetes Tuberkel, das bei Ansicht genau von oben seitlich übersteht, dies fehlt bei allen verwandten Arten.

## Verbreitung
Die Art kommt in der Paläarktis vor. Sie ist in Europa weitverbreitet, aber selten. Nach Osten reicht ihr Verbreitungsgebiet über Sibirien bis in den Fernen Osten (Korea). In Niederösterreich, in Bayern und in Thüringen gilt der Bestand die Wanzenart als „gefährdet“ und steht auf der Roten Liste. In Deutschland wurde die Art in der Roten Liste von 1998 in die Kategorie „R“ (Art mit geographischer Restriktion) eingeordnet.

## Lebensweise
Aelia klugii bevorzugt Trockenrasenstandorte. Die Wanzen saugen an verschiedenen Gräsern (Poaceae). Tischler gibt nach Beobachtungen im Labor als Wirte die Gattungen Festuca und Poa an. Da die Art gelegentlich an Getreide (vor allem Weizen) saugt, gilt sie gelegentlich als (unbedeutender) Getreideschädling.

## Taxonomie
Die Art wurde im Jahr 1833 von Carl Wilhelm Hahn (in Hahn und Herrich-Schäffer) erstbeschrieben und zu Ehren von Johann Christoph Friedrich Klug benannt. Typuslokalität ist die Gegend von Nürnberg. Sie gehört innerhalb der Gattung in die Aelia acuminata-Artengruppe, die insgesamt neun Arten umfasst.
Der Artname wird verbreitet in der Falschschreibung Aelia klugi (mit nur einem i) geführt, so zum Beispiel auch im Verzeichnis der Wanzen Mitteleuropas.
Aus der Literatur sind folgende Synonyme bekannt:, Aelia angusta Stehlík, 1976, Aelia henschi angusta Stehlík, 1976, Aelia klugi orientalis Josifov, 1984.
Folgt man dieser Auffassung, gibt es mit Ausnahme der Nominatform keine Unterarten mehr.